# Scarus guacamaia
Scarus guacamaia là một loài cá biển thuộc chi Scarus trong họ Cá mó. Loài này được mô tả lần đầu tiên vào năm 1829.

## Từ nguyên
Từ định danh của loài được Latinh hóa từ guacamaya, trong tiếng Tây Ban Nha có nghĩa là "vẹt Macaw", và đó cũng là tên thông thường của loài cá này ở Cuba, do chúng có cái mỏ và màu sắc như vẹt.

## Phạm vi phân bố và môi trường sống
S. guacamaia có phạm vi trải dài từ bờ biển phía nam bang Florida (Hoa Kỳ) và Bermuda đến khắp vùng biển Caribe (không xuất hiện ở phần lớn vịnh México), bao gồm toàn bộ Antilles, giới hạn ở phía nam đến Venezuela.
Môi trường sống của S. guacamaia là các rạn san hô viền bờ và được tìm thấy ở độ sâu đến ít nhất là 25 m. Cá con được cho là sống trong vùng rừng ngập mặn nhưng vẫn có thể được tìm thấy ở các mỏm đá và các rạn san hô gần bờ, cho thấy chúng không quá phụ thuộc vào môi trường rừng ngập mặn.

## Mô tả
S. guacamaia là một trong những loài cá mó lớn nhất được biết đến, với chiều dài cơ thể tối đa được ghi nhận là 120 cm. Cá trưởng thành có đầu và một phần thân trước có màu đồng, toàn bộ phần thân còn lại màu xanh lục. Vây lưng, vây đuôi và vây hậu môn có phần gốc màu xanh lục, còn lại có màu cam sẫm, viền màu xanh lam ở rìa. Cá chưa lớn có các vệt màu lục bao quanh mắt, vùng thân có ít màu xanh hơn cá lớn. Phiến răng màu xanh lục lam.
Số gai ở vây lưng: 9; Số tia vây ở vây lưng: 10; Số gai ở vây hậu môn: 3; Số tia vây ở vây hậu môn: 9; Số tia vây ở vây ngực: 14.

## Sinh thái học
Thức ăn của S. guacamaia chủ yếu là tảo, nhưng chúng cũng ăn bổ sung cả hải miên (tức bọt biển) và các sinh vật phù du.

## Bị đe dọa
Các hoạt động đánh bắt quá mức và sự suy thoái môi trường rạn san hô và rừng ngập mặn đang diễn ra tại nhiều nơi trong khu vực phân bố của S. guacamaia. Vì vậy, S. guacamaia được xếp vào danh sách Loài sắp bị đe dọa.